# アフガニスタン民主共和国

アフガニスタン民主共和国
（1978年-1987年）
アフガニスタン共和国
（1987年-1992年）
دافغانستان دمکراتیک جمهوریت（パシュトー語）
جمهوری دمکراتیک افغانستان（ダリー語）
（1978 ‐ 1987）
د افغانستان جمهوریت（パシュトー語）
جمهوری افغانستان（ダリー語）
（1987 ‐ 1992）

国の標語: کارگران جهان متحد شوید

（ダリー語:万国の労働者よ、団結せよ!）国歌: گرم شه, لا گرم شه（パシュトー語）
熱烈であれ、より熱烈であれ

アフガニスタン民主共和国（アフガニスタンみんしゅきょうわこく）は、アフガニスタンに1978年から1992年まで存続した社会主義国家である。
パルチャム派とハルク派の闘争の後、ハルク派の権力闘争がタラキとアミンの間で始まった。アミンは闘争に勝ち、タラキは不審死した。アミンの支配は国内外において不評であり、ソ連は不信感をつのらせた。ソ連は1979年12月にアフガニスタン政府の支援要請を受けて介入し、彼は12月27日にソ連軍の襲撃を受けて暗殺された。カルマルは彼の代わりにアフガニスタンの指導者になった。カルマル時代は、戦争で多数の民間人犠牲者をもたらしただけでなく、何百万人もの難民がパキスタンやイランに流入した。基本原則である憲法は、1980年4月に政府によって導入され、いくつかの非PDPAメンバーは政府の支援基盤の拡大政策の一環として政府に入った。カルマルの政策は戦争荒廃国に平和をもたらすことに失敗し、1986年にはムハンマド・ナジーブッラーがPDPA書記長に就任した。
ナジーブッラーは野党との国家和解の政策を追求し、1987年には新しいアフガニスタン憲法が導入され、アフガニスタン共和国と改称した。1988年にはムジャヒディーンによってボイコットされた民主的選挙が行われた。
アフガニスタン民主共和国とアフガニスタン共和国をまとめて人民民主党政権と呼称されることが多い。

## 国旗

?アフガニスタン民主共和国の国旗 (1978年4月-10月)
? アフガニスタン民主共和国の国旗 (1978年10月-1980年4月)
? アフガニスタン民主共和国の国旗 (1980年制定)
? アフガニスタン民主共和国の国旗 (1980年4月-1987年11月)
? アフガニスタン共和国の国旗 (1987年11月-1992年4月)
アフガニスタン人民民主党の党旗

## 国章

アフガニスタン民主共和国の国章（1978年~1980年）
アフガニスタン民主共和国の国章（1980年~1987年）
アフガニスタン共和国の国章（1987年~1992年）
アフガニスタン人民民主党のエンブレム